# Operário Futebol Clube (MT)
|  | No s'ha de confondre amb Clube Esportivo Operário Várzea-Grandense o Operário Futebol Clube (MS). |

L'Operário Futebol Clube, també conegut com Operário FC o Operário Ltda., és un club de futbol brasiler de la ciutat de Várzea Grande a l'estat de Mato Grosso.

## Història
El club va ser fundat el 8 d'agost de 2002 agafant el lloc del club Esporte Clube Operário, que havia estat fundat el 1994 després de la dissolució del CE Operário Várzea-Grandense. El club va ser campió estatal l'any 2006.
El 2009 tornà a la vida el CEOV, i es proposà una fusió entre ambdós clubs, però finalment no es materialitzà. L'any 2017 fou posat a la venda en una xarxa social. El 2018 canvià els seus colors per diferenciar-se del CEOV.

## Equip femení
L'equip femení del club començà a jugar el 2020 al Campionat Brasiler femení Sèrie A2, després de guanyar el campionat estatal de l'any anterior.

## Palmarès
- Campionat matogrossense:
  - 2006
- Copa Federação Matogrossense de Futebol:
  - 2005
- Campionat matogrossense de Segona Divisió:
  - 2015, 2018
- Campionat matogrossense femení:
  - 2014, 2018, 2019, 2024